# Myrteta minor
Myrteta minor là một loài bướm đêm trong họ Geometridae.